# Caso de Damasco

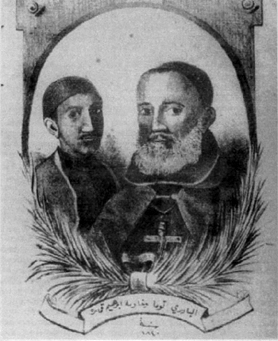
Desenho representando o padre Tommaso e seu servo Ibrahim Amarah, desaparecidos em Damasco em 5 de fevereiro de 1840.

O Caso Damasco foi um incidente de 1840 no qual membros da comunidade judaica de Damasco foram acusados de assassinato ritual. A interpretação atual prevalente desse evento é de que ele foi parte de uma longa história de acusações falsas de libelo de sangue contra judeus.

## Histórico
Sob a lei do Império Otomano, cristãos eram considerados dhimmis e tinham permissão para praticar seus preceitos religiosos. Em troca, eles deviam pagar taxas e reconhecer um status legal inferior ao dos muçulmanos. Em 1831-32, a Síria foi conquistada pelo Egito de Muhammad Ali. Sob seu governo, os direitos dos cristãos aumentaram, o que gerou rancor por parte dos muçulmanos contra a população não islâmica, e Muhammad Ali foi acusado de governar por consentimento dos poderes europeus, liderados pela França. Na luta econômica entre judeus e cristãos, ambos os lados necessitavam do apoio da maioria muçulmana e tentavam incitá-la contra o grupo rival. Os cristão de Damasco reclamavam do tratamento cruel dados pelos cádis. Temendo uma onda de violência muçulmana após o retorno o regime Otomano na Síria, eles recrutaram padres de ordens católicas, incluindo os franciscanos e os capuchinhos, que trouxeram com eles o mito do libelo de sangue.

## Incidente e prisões
Em 5 de fevereiro de 1840, o padre Thomas, originário da Sardenha e superior de um convento franciscano em Damasco, desapareceu com seus criados. Esse monge, que praticava medicina, era bastante conhecido nas quadras islâmicas, cristãs e judaicas da cidade. Alguns dias antes, ele tomou parte de uma contenda com um muleteiro turco, que alegou ter ouvido o padre blasfemar contra Maomé. A respeito disso, foi relatado que o turco havia dito: "Aquele cachorro cristão há de morrer pelas minhas mãos".
Acerca do desaparecimento de Thomas, o cônsul francês em Damasco, Ratti Menton, que apoiava os mercadores e assessores cristãos em detrimento dos judeus, em conjunto com as famílias cristãs que buscavam ascensão econômica sobre a anteriormente poderosa família Farhi, instituiu investigações nas quadras judaicas, levantando a suspeita de que os judeus estavam por trás do desaparecimento do sacerdote. O governador, Sherif Paşa, desejoso de cortejar a simpatia dos franceses, permitiu que as acusações se enraizassem. Uma confissão foi extorquida mediante tortura de um barbeiro judeu chamado Negrin, e oito dos judeus mais notáveis, entre eles Joseph Lañado, Moses Abulafia, Rabino Jacob Antebi, e Farḥi, foram presos e torturados. Seus dentes e barbas foram arrancados, eles foram queimados e por fim subornados com ouro para convencê-los a confessar o crime imaginário. Lañado, idoso e de saúde precária, veio a óbito devido a esse tratamento. Moses Abulafia se tornou muçulmano para escapar da tortura.
Apesar coragem estoica demonstrada pelos sofredores, Sherif Paşa e Ratti Menton concordaram com as acusações inventadas. Enquanto Ratti Menton publicava calúnias contra os judeus em francês e em árabe, Sherif Paşa escrevia a seu senhor, Muhammad Ali, exigindo autorização para executar os assassinos de Padre Thomas.
Enquanto isso, a população atacou a sinagoga no subúrbio de Jobar, pilhando-a e destruindo a Torá.
O incidente, que ilustra as tensões que existiam entre as populações cristã e judaica na Síria, foi notável por se tratar de uma exceção à regra das relações entre judeus e muçulmanos, que durante a era Tanzimat no Império Otomano (1839-1920) eram em geral bem melhores do que as relações entre cristãos e muçulmanos, devido particularmente à ascensão econômica experimentada pela comunidade cristã com o relaxamento e eventual eliminação das leis relacionadas ao status de dhimmi da década de 1850. Enquanto erupções ocasionais de violência antissemita ocorressem durante essa época, surtos de violência muito mais graves ocorriam entre muçulmanos e cristãos, e entre cristãos e drusos.

## Protestos e negociações
O caso atraiu ampla atenção internacional, particularmente devido aos esforços do cônsul austríaco em Aleppo, Eliahu Picotto, que fez representações para Ibrahim Paşa no Egito, ordenando investigações. Em um esforço sem precedentes, 15 mil judeus norte-americamos protestaram em seis cidades americanas, em nome de seu correligionário sírio. O cônsul americano no Egito expressou um protesto oficial por ordem do presidente Martin Van Buren. Sir Moses Haim Montefiore, apoiadp por ocidentais influentes, incluindo aí o britânico Lord Palmerston, o advogado francês Adolphe Crémieux, o cônsul austríaco Merlatto, o missionário John Nicolayson, e Solomon Munk, liderou uma delegação ao governados da Síria, Mehemet Ali.
Negociações em Alexandria continuaram de 4 de agosto a 28 de agosto e asseguraram a libertação incondicional e o reconhecimento de inocência dos nove prisioneiros que haviam sobrevivido, entre os 13 iniciais. Mais tarde, em Constantinopla, Montefiore convenceu o sultão Abdul Mejide II a publicar um decreto com o propósito de interromper o alastramento de acusações de libelo de sangue no Império Otomano:

"... e pelo amor que temos aos nossos súditos, não podemos permitir que a nação judaica, cuja inocência pelo crime a ela atribuído é evidente, preocupe-se e atormente-se como consequência de acusações que não têm o menor embasamento na verdade...".

## Consequências
Massacres de judeus por muçulmanos foram registrados em Aleppo (1850, 1875), Damasco (1840, 1848, 1890), Beirute (1862, 1874), Dayr al-Qamar (1847), Jerusalém (1847), Cairo (1844, 1890, 1901-02), Mansura (1877), Alexandria (1870, 1882, 1901-07), Port Said (1903, 1908), Damanhur (1871, 1873, 1877, 1891), Istanbul (1870, 1874), Buyukdere (1864), Kuzguncuk (1866), Eyub (1868), Edirne (1872), Izmir (1872, 1874) - e esses são somente os casos principais.

## Influência
De acordo com Daniel Pipes,

...o impacto real do caso Damasco ... ocorreu na Europa, onde levou a uma reação formidável contra os judeus, a maior delas em anos. Os judeus se viram completamente despreparados para as adversidades que sofreram, mas com essa tragédia aprenderam a se organizar e fazer lobby, e disso que vieram os primeiras manifestações da atual solidariedade judaica, a base das formidáveis instituições que surgiram posteriormente.

Os eventos encorajaram o crescimento da imprensa judaica moderna:

Como resultado, um senso de solidariedade sem precedentes foi evocado entre as comunidades judaicas da Europra. Assim, o caso Damasco seu origem a imprensa judaica moderna, especialmente na Europa Ocidental, onde surgiram os duradouros jornais Les Archives Israélites de France (1840-1935) em Paris e The Jewish Chronicle (1841) em Londres.

O caso Damasco promoveu o estabelecimento da Alliance Israélite Universelle, em 1860, pelos judeus franceses.